# Luciano Roffi
Luciano Roffi (Bologna, 16 febbraio 1949) è un attore, doppiatore e dialoghista italiano.

## Biografia
È figlio dell'ex senatore e deputato del PCI Mario Roffi, esponente di punta della politica e della cultura ferrarese e nazionale tra gli anni '50 e '70.
Tra i doppiaggi più noti, Quentin Tarantino in Pulp Fiction e in Grindhouse. Tra gli altri attori doppiati, sono presenti Christopher Walken in Frenesie... militari, Homeboy e Batman - Il ritorno, Bruce Campbell in La casa, David Bowie in L'ultima tentazione di Cristo e Fuoco cammina con me, Dylan Baker in Era mio padre, Adam Arkin in Hitch - Lui sì che capisce le donne, Richard Jenkins in Dick & Jane - Operazione furto, David Strathairn in La tela dell'assassino, Jim Turner in Vita da strega, Bruce Spence in Matrix Revolutions, Bob Gunton in Le ali della libertà.
Come attore ha recitato, tra gli altri, in La minorenne nel 1974, Caro maestro nel 1995, Festival nel 1996.

## Filmografia parziale
- La minorenne, regia di Silvio Amadio (1974)
- Un poliziotto scomodo, regia di Stelvio Massi (1978)
- La pelle, regia di Liliana Cavani (1981)
- Cattiva, regia di Carlo Lizzani (1991)
- Celluloide, regia di Carlo Lizzani (1996)
- Festival, regia di Pupi Avati (1996)
- Classe mista 3ª A, regia di Federico Moccia (1996)
- I colori del diavolo, regia di Alain Jessua (1997)
- L'incredibile storia dell'Isola delle Rose, regia di Sidney Sibilia (2020)

### Televisione
- La dottoressa Giò - Una mano da stringere (film tv trasmesso su Canale 5) - (1995) , regia Filippo De Luigi
- Piazza di Spagna, regia di Florestano Vancini - miniserie TV (1992)

## Doppiaggio

### Film
- Christopher Walken in Frenesie... militari, Homeboy, Batman - Il ritorno, Joe Dirt 2 - Sfigati si nasce
- Quentin Tarantino in Pulp Fiction, Grindhouse - A prova di morte, Grindhouse - Planet Terror
- Dylan Baker in Era mio padre
- Adam Arkin in Hitch - Lui sì che capisce le donne
- David Bowie in L'ultima tentazione di Cristo,Fuoco cammina con me
- Sting in Lock & Stock - Pazzi scatenati
- Richard Jenkins in Dick & Jane - Operazione furto
- Bruce Spence in Matrix Revolutions
- Kevin Bacon in Animal House
- Colm Feore in The Amazing Spider-Man 2 - Il potere di Electro, Insider - Dietro la verità
- Bob Gunton in Le ali della libertà
- Stephen W. Burns in Herbie sbarca in Messico
- Gavan O'Herlihy in Willow
- Harry Cosby in Venerdì 13
- Eric Roberts in Analisi finale
- Bruce Campbell in La casa
- Fulvio Cecere in Cinderella Man - Una ragione per lottare
- Tim Guinee in Come l'acqua per gli elefanti
- Daniel von Bargen in Basic Instinct
- Peter Hermann in Fuori controllo
- Götz Otto in Il domani non muore mai
- David Patrick Kelly in Il corvo - The Crow
- Clive Carter in Il codice da Vinci
- Joe Pantoliano in Bad Boys II
- John Fleck in Un giorno di ordinaria follia
- Jim Turner in Vita da strega
- Anthony Heald in Rapimento e riscatto
- Sam Shepard in Codice: Swordfish
- Dan Hicks in Darkman
- Dale Place in Ricatto d'amore
- Bill Pullman in Per favore, ammazzatemi mia moglie
- Scott Yaphe in Amelia
- Muse Watson in Dal tramonto all'alba 2 - Texas, sangue e denaro
- Robert Prescott in Bachelor Party - Addio al celibato
- Jan Nemejovský in Child 44 - Il bambino n. 44
- Terry Michos in I guerrieri della notte
- John Anthony Murphy in Le ceneri di Angela
- Will Patton in Horizon: An American Saga - Capitolo 1

### Serie televisive
- Ed Begley Jr. in Better Call Saul, Grace and Frankie, Queer as Folk
- Lance Henriksen in I racconti della cripta
- Kim Coates in Sons of Anarchy
- Željko Ivanek in Oz
- Gordon Clapp in NYPD - New York Police Department
- Erik Estrada in CHiPs
- Guillermo Capetillo in Rosa selvaggia
- Jorge Martinez in Veronica, il volto dell'amore
- Charles Shaughnessy in The Magicians
- Christopher Heyerdahl in Gotham
- David L. Lander in Pacific Blue
- Scott Klace in Bosch
- Tom Nowicki in Ozark
- Ben Livingston in Only Murders in the Building
- Richard Blackburn in Jupiter's Legacy
- Drake Hogestyn e Clark Gregg in Criminal Minds
- Jackie Earle Haley in Human Target
- Dirk Blocker in Brooklyn Nine-Nine

### Serie animate
- Conte Hans Axel von Fersen in Lady Oscar
- Bunbee in Yes! Pretty Cure 5 e Yes! Pretty Cure 5 GoGo!
- Sindaco Toadstool (st. 3) in Anfibia
- Leo Wong (st. 7) in Futurama[1]
- Viktor Albright in Daniel Spellbound